# 三级亲属
三级亲属是指一個人的曾祖父母、曾孙子女、爺爺的兄弟姐妹、與自己同輩的堂表親（父親、母親兄弟姐妹的小孩，而且父親、母親和這些兄弟姐妹擁有相同的父母）、同父異母的兄弟姐妹的子女、父母的同父異母的兄弟姐妹等親屬。一个人的三级亲属的大约12.5%的基因與自己相同。 